# Zurab Chomasuridze
Zurab Chomasuridze, gruz. ზურაბ ხომასურიძე (ur. 22 marca 1980 w Tbilisi) – były gruziński pływak, specjalizujący się w stylu dowolnym.
Wystartował na igrzyskach olimpijskich w Atenach (2004) na 200 metrów stylem dowolnym, gdzie zajął 58. miejsce.
Chomasuridze jest rekordzistą Gruzji na 400 i 1500 m stylem dowolnym.
Aktualnie jest głównym trenerem pływackiej reprezentacji Gruzji. Jego podopiecznymi są Irakli Bolkwadze i Irakli Rewiszwili, którzy występowali na igrzyskach w 2008 i 2012 roku.